# Berg am Laim
Berg am Laim is een stadsdeel (Duits: Stadtbezirk) van de Duitse gemeente München, deelstaat Beieren. Berg am Laim wordt ook aangeduid als stadsdeel 14.
Eind 2018 telde het 6,3 km² grote stadsdeel 46.098 inwoners. Berg am Laim ligt in het oosten van München en is gelegen tussen Au-Haidhausen in het westen, Trudering-Riem in het oosten en Ramersdorf-Perlach in het zuiden. De grens met Bogenhausen in het noorden wordt gevormd door de spoorlijn München - Mühldorf. Als gevolg hiervan werden de wijken Zamdorf en Steinhausen, die oorspronkelijk behoorden tot de voormalige gemeente Berg am Laim en dus ook tot het stadsdeel zouden kunnen behoren omwille van hun ligging aan de andere zijde van de spoorweg toegevoegd aan het stadsdeel Bogenhausen.
Historisch was Berg am Laim eeuwenoud gekend als vestigingsplaats van de Huisridderorde van de Heilige Michaël en de Aartsbroederschap van de Heilige Aartsengel en Hemelvorst Michaël die onder meer zorgden voor de bouw van de  plaatselijke Sint-Michaëlkerk.

## Transport
Met het openbaar vervoer is Berg am Laim ontsloten door de 
S-Bahn van München met S2, S4 en S6 met station Berg am Laim en de metro van München, de U-bahn waarbij de halte Innsbrucker Ring wordt bediend door de lijnen U2 en U5 (en de versterkingslijnen U7 en U8), de metrostations Josephsburg en Kreillerstraße door de U2 en station Michaelibad door de U5. Naast buslijnen rijdt ook tram 21 naar de St.Veithstraße en tram 19 in Bogenhausen naar de noordkant van station Berg am Laim.
Allach-Untermenzing · 
Altstadt-Lehel · 
Au-Haidhausen · 
Aubing-Lochhausen-Langwied · 
Berg am Laim · 
Bogenhausen · 
Feldmoching-Hasenbergl · 
Hadern · 
Laim · 
Ludwigsvorstadt-Isarvorstadt · 
Maxvorstadt · 
Milbertshofen-Am Hart · 
Moosach · 
Neuhausen-Nymphenburg · 
Obergiesing-Fasangarten · 
Pasing-Obermenzing · 
Ramersdorf-Perlach · 
Schwabing-Freimann · 
Schwabing-West · 
Schwanthalerhöhe · 
Sendling · 
Sendling-Westpark · 
Thalkirchen-Obersendling-Forstenried-Fürstenried-Solln · 
Trudering-Riem · 
Untergiesing-Harlaching